# Liste des régions de l'Australie
 (juillet 2020).

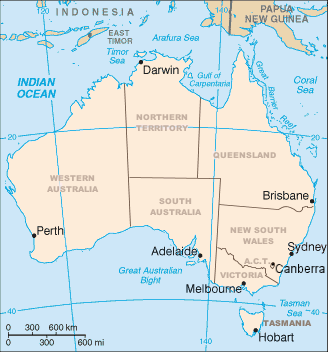
Carte des régions de l'Australie

Le continent australien se compose de diverses régions, territoires et États, qui ont évolué avec le temps.

## Liste
"Merci de rééditer ce texte" :
- Nouvelle-Galles du Sud (NSW : New South Wales)
- Queensland (QLD) : voir régions du Queensland
- Australie-Méridionale (SA : South Australia)
- Tasmanie (TAS)
- Victoria (VIC)
- Australie-Occidentale (WA : Western Australia)

Autres territoires :
- Territoire de la capitale australienne (ACT : Australian Capital Territory)
- Île Christmas (CHR)
- Îles Cocos (COC)
- Territoire du Nord (NT : Northern Territory)